# Martin Burckhardt (Autor)
Martin Burckhardt (* 28. Juli 1957 in Fulda) ist ein deutscher Autor und Kulturtheoretiker.

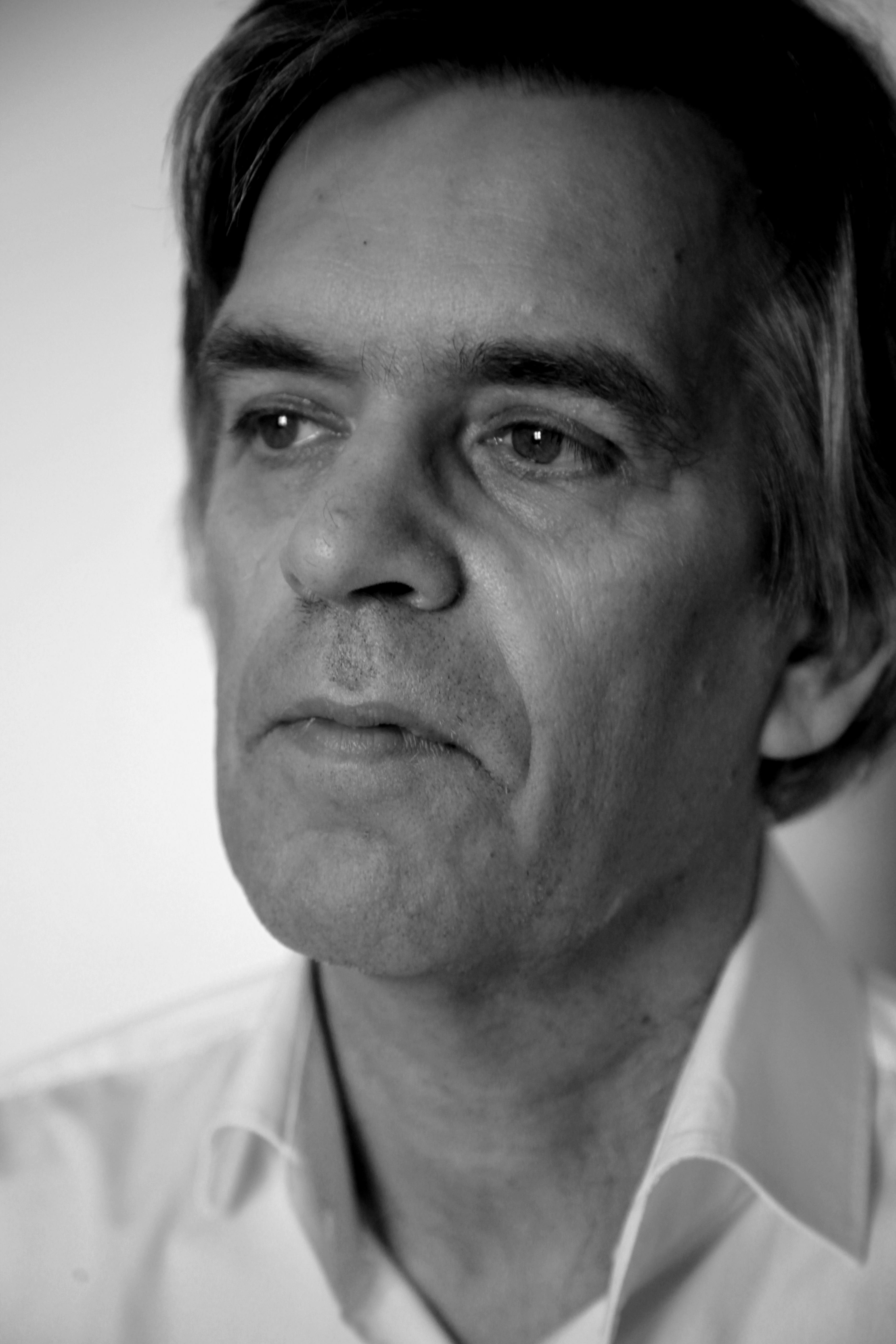
Martin Burckhardt, 2016

## Leben
Burckhardt wuchs im ostwestfälischen Detmold auf. Nach Abitur und Zivildienst studierte er Germanistik, Theaterwissenschaft und Geschichte in Köln. Nach dem Studium begann er mit schriftstellerischer Arbeit, zunächst vor allem im Bereich des Hörfunks und der Klangkunst. In Zusammenarbeit mit dem Audio-Künstler Hans Peter Kuhn, später mit dem Musiker Johannes Schmoelling, entstanden diverse experimentelle Hörstücke, die als Hörspiele firmierten, aber vor allem die Übergangszone von Geräusch, Musik und Sprache explorierten. Die frühe Auseinandersetzung mit der sich anbahnenden Computerwelt, die sich ihm vor allem über die Regie und Arbeit im Tonstudio vermittelte, weckte sein Interesse an Fragen der Künstlichen Intelligenz, aber vor allem der kulturgeschichtlichen Bedeutung des Computers. In diesem Kontext entstanden seine ersten theoretischen Arbeiten (Digitale Metaphysik, 1988; Die Universale Maschine, 1990). Gemeinsam mit dem Journalisten und Redakteur Wolfgang Bauernfeind hielt er zwischen 1988 und 1994 ein Seminar an der Hochschule der Künste, Berlin, wo mit den Lehrenden des Schauspiel-Jahrgangs, später auch den Tonmeistern, ein Hörstück erarbeitet wurde. Parallel entstanden weitere Hörstücke und Hörspiele, vor allem der mehrstündige Audio-Zyklus Die Geschichte der Dinge (gemeinsam mit Johannes Schmoelling).

## Schaffen
Im Jahr 1995 gründete er mit seinem jüngeren Bruder Wolfram den Kulturverlag Kadmos, in dem verschiedene Werke zur Frühgeschichte des Computers, aber auch zu medialen Fragen herausgegeben wurden, unter anderem von Charles Babbage, Ada Lovelace, Pierre Klossowski, Guy Lenôtre (Pseudonym von Théodore Gosselin), Daniel Paul Schreber, Alfred Kallir und Nikolaus von Oresme.
Ab 1995 – im Zusammenhang mit der Diskussion um das „Metamorphosen“-Buch – kam es zu verstärkter Lehrtätigkeit, zunächst an der Humboldt-Universität (Kulturwissenschaft), danach an der FU Berlin (Theaterwissenschaft). Daneben entstanden diverse Essays in Zeitschriften (Lettre International, Arch+) sowie die Vorbereitung eines neuen Buches, das vom „Geist der Maschine“ erzählte (1999).
Von 1998 bis 2000 betreute er die Interface V für die Kulturbehörde Hamburg, ein Symposion sowie eine Ausstellung zur Computerkultur.
Ab 2000 beschäftigte er sich zunehmend mit Fragen der Programmierung und des Game-Design, nicht bloß in theoretischer, sondern auch in praktischer Absicht. Dieses neu hinzugekommene Arbeitsfeld fand erstmals im Jahr 2008/2009 im Rahmen der „USER –Ausstellung“ im Zentrum für Kunst und Medien mit der Arbeit Das virtuelle Museum einen Niederschlag.
1994 erschien die Monographie Metamorphosen von Raum und Zeit. Eine Geschichte der Wahrnehmung. Hier wurde die Geschichte der universalen Maschine, vom Räderwerkautomaten des Mittelalters bis zum Computer als sukzessive Mentalitäts-Verschiebung erzählt. Mit dem Erscheinen des Buches begann die Arbeit an einem neuen Buch, das die Frage der Genealogie der Maschine noch weiter zurückdatierte und an das Alphabet, die Gnosis und das Dogma der unbefleckten Empfängnis koppelte: Die künstliche Mutter (Lettre International, 1994).
Im Jahr 2005 schrieb er die Erzählung Brandlhuber. Eine Fiktion, in der er dem Architekten Arno Brandlhuber alle erdenklichen Dinge andichtete, um mit diesem Text später als Brandlhuber dessen Werkschau im deSingel in Antwerpen zu eröffnen und sich anschließend in Burckhardt zurückzuverwandeln  – ein Spiel mit einem realen Avatar.
Neben Herausgebertätigkeiten (Charles Fourier, Joseph de Maistre) und diversen Lehrverpflichtungen (Ästhetik und Architektur an der Kunstakademie Nürnberg, Mediengeschichte an der Universität für angewandte Kunst in Wien und der Hochschule für Kunst und Gestaltung in Zürich, HTW Berlin, Kulturjournalismus an der UdK) entstanden weitere Hörstücke, Essays, vereinzelt auch Übersetzungen.
Mit Scham der Philosophen wurde das Projekt zur Genealogie der Maschine fortgesetzt und mit dem Band 68. Die Geschichte einer Kulturrevolution abgeschlossen.
Im Jahr 2010 gründete er die Firma Ludic Philosophy, die im Jahr 2011 das transmediale Browser-Game TwinKomplex veröffentlichte. Mit einem Cast von Schauspielern (u. a. Irm Hermann, Christian Brückner, Gerd Wameling) entstanden dafür Filmsequenzen, die, mit einem quasi-dokumentarischen Anstrich, in eine Rahmenhandlung um eine „Dezentrale Informations-Agentur“ eingereiht wurden. In der Folgezeit widmete er sich Programmierungsfragen, die in verschiedene Arbeiten mündeten, zuletzt einer „Feature-Maschine“ für den rbb (ein Werkzeug, das Audiostücke neu kombiniert).
Burckhardts Bücher wurden in mehrere Sprachen übersetzt.
Für die Frankfurter Allgemeine Zeitung verfasste Burckhardt zwischen 2016 und 2017 eine 13-teilige-Serie zu Pionieren der Computerkultur. Diese gab Anlass zu dem Buch Eine kurze Geschichte der Digitalisierung, das 2018 bei Penguin erschien.

## Schriften
- Metamorphosen von Raum und Zeit. Eine Geschichte der Wahrnehmung. Campus, Frankfurt/M. 1994, ISBN 978-3-88375-927-2.
- Vom Geist der Maschine. Eine Geschichte kultureller Umbrüche. Campus, Frankfurt/M. 1999, ISBN 978-3-593-36275-5.
- Brandlhuber. Eine Fiktion. König, Köln 2005, ISBN 978-3-88375-927-2.
- Die Scham der Philosophen. Semele, Berlin 2006, ISBN 978-3-938869-01-7.
- 68. Die Geschichte einer Kulturrevolution. Semele, Berlin 2007, ISBN 978-3-938869-15-4.
- Eine kleine Geschichte der großen Gedanken. Wie die Philosophie die Welt erfand. DuMont, Köln 2008, ISBN 978-3-8321-8083-6.
- Digitale Renaissance. Manifest für eine neue Welt. Metrolit, Berlin 2014, ISBN 978-3-8493-0330-3.
- Wie die Philosophie unsere Welt erfand. DuMont, Köln 2014, ISBN 978-3-8321-6307-5.
- Alles und Nichts. Ein Pandämonium digitaler Weltvernichtung. (zusammen mit Dirk Höfer) Matthes & Seitz, Berlin 2015, ISBN 978-3-95757-096-3.
- Score. Wir schaffen das Paradies auf Erden. Roman. Knaus, München 2015, ISBN 978-3-8135-0643-3.
- Philosophie der Maschine. Matthes & Seitz, Berlin 2018, ISBN 978-3-95757-476-3.
- Eine kurze Geschichte der Digitalisierung. Penguin Verlag, München 2018, ISBN 978-3-328-60001-5.
- Going Viral! : Ein Abgesang der Postmoderne. Matthes & Seitz, Berlin 2021, ISBN 978-3-7518-0513-1.
- Serie Psychologie der Maschine:
  - Über dem Luftmeer. Matthes & Seitz, Berlin 2023, ISBN 978-3-7518-0398-4

## Hörstücke (Auswahl)
- Der Zaubergeiger Settembrini (gemeinsam mit Johannes Schmoelling). Deutsche Grammophon, 1994
- Die Offenbarung des Daniel Paul Schreber. Kadmos, 2001, ISBN 978-3-931659-04-2
- Change Program Please. Parlando, 2008, ISBN 978-3-935125-93-2.

## Artikel
- Digitale Metaphysiks, Merkur (Vol. 42) 4/1988
- Die Universale Maschine – Merkur (Vol. 44) 11/1990
- Im Blinden Fleck der Öffentlichkeit: Zur Situation des Hörspiels, Rundfunk und Fernsehen 2/1994.

## Vorträge
- Porträt des Autors, elektrisiert. Zum Übergang von der mechanischen zur elektromagnetischen Schrift. Literaturhaus Berlin. Im Rahmen der Berliner Hörspieltage, 11/24/1995.